# Callithrix jacchus
Callithrix jacchus és una espècie de primat de la família dels cal·litríquids que viu al Brasil.